# Francisco de Vitoria

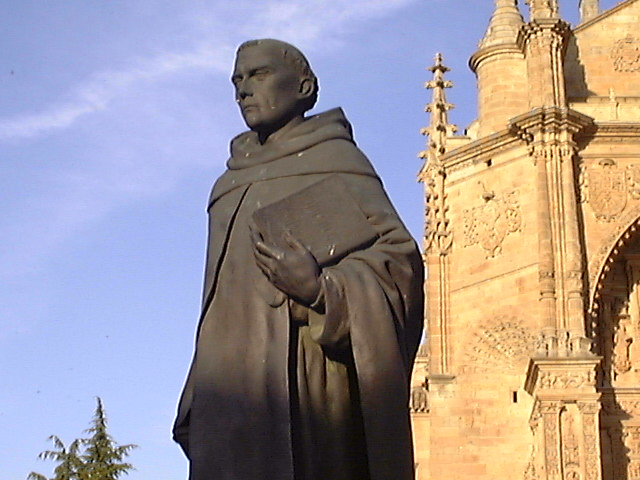
Francisco de Vitoria, San Esteban, Salamanca

Francisco de Vitoria (Burgos, ca. 1483 - Salamanca, 12 augustus 1546) was een Spaans moraaltheoloog die belangrijke bijdragen heeft geleverd aan de ontwikkeling van het volkenrecht. Hij wordt beschouwd als de grondlegger van de School van Salamanca.
Francisco de Vitoria trad al jong toe tot de orde van de Dominicanen. Hij was in Parijs een leerling van zijn medebroeders Pieter Crockaert (1450-1514) en Thomas Cajetanus (1468-1534) die de filosofie van Thomas van Aquino nieuw leven inbliezen. Vitoria gaf diens Summa Theologiae uit. Hij doceerde vanaf 1526 aan de universiteit van Salamanca. Hij was de eerste die met zijn Relectio de Indis een consistente theorie had over de verhouding van de Spanjaarden met de in 1492 ontdekte bewoners van Amerika die hij de status van volkenrechtelijk rechtssubject toekende. Hij betoogde dat het aristotelische concept van natuurlijke slavernij niet opging voor de oorspronkelijke bewoners van Amerika en dat zij de eigenlijke eigenaren van het land waren. Tijdens een rechtvaardige oorlog konden volgens Vitoria wel slaven gemaakt worden en de Spanjaarden hadden nu eenmaal geen zeggenschap over de rechtvaardigheid van een oorlog buiten hun eigen gebied. De koop van al tot slaaf gemaakten werd als rechtvaardig beschouwd tenzij er bewijs van onrechtvaardigheid was. Slavernij gaf daarna de mogelijkheid om deze heidenen te kerstenen.
Zijn werken werden pas postuum als Relectiones uitgegeven.